# Sant Andreu, de cos sencer (El Greco, MET)
Aquest quadre de Sant Andreu, actualment al Metropolitan Museum of Art de Nova York, forma part de la categoría de Sants independents o aparellats obra d'El Greco, que són molt diferents dels que formen part dels Apostolats, d'aquest mateix pintor. Aquesta obra té el número 196 en el catàleg raonat d'obres d'El Greco, realitzat per Harold Wethey,

## Temàtica de l'obra
Andreu apóstol, d'acord amb la tradició, va ser crucificat en una creu en forma de "X" (crux decusata). Per aquest motiu, se'l sol representar portant aquesta mena de creu. El prototip d'aquesta figura en el corpus pictòric d'El Greco es veu millor en la magnífica obra del Museu del Prado que representa a Sant Andreu i Sant Francesc, perquè realment aquest Sant Andreu independent és una còpia d'aquell sant aparellat.

## Análisi de l'obra
Tot i la i la seva magnífica qualitat, aquesta obra va ser considerablement retocada per un restaurador modern. Els tons vermellosos de les carns i l'estructura seca i nervosa dels braços revelen molts retocs, però on aquests són més evidents, és en els centelleigs massa brillants dels núvols i en la distorsió general del cel. Les vestimentes de color verd viu amb reflexos grocs, són tipiques d'aquesta etapa d'El Greco, però no s'adiuen amb el forro de color blau purpuri que apareix entre els braços de la creu, servint de transició a la túnica, de color blau més lluminós. La preparació fosca de la tela forma el primer terme del paisatge, que vira al fons vers una lluminositat verda.

## Procedència
- Rafael García, Madrid.
- Guillermo Vogel, Múnic.
- Margit Leimer von Opel, Múnich.
- Stephen C. Clark, New York, qui el va donar al:
- Metropolitan Museum of Art, Nova York